# Thierry II de Clèves
Thierry II de Clèves, fils de Thierry Ier de Clèves, fut comte de Clèves de 1091 à 1119.

## Sources
- (nl) Cet article est partiellement ou en totalité issu de l’article de Wikipédia en néerlandais intitulé « Diederik III van Kleef » (voir la liste des auteurs).